# 朱牧民
朱牧民（英語：Samuel Chu Muk Man，1978年1月3日—），美籍香港社運人士，曾任美國香港民主委員會（HKDC）組織總監。

## 早年
朱牧民是佔領中環發起人朱耀明牧師的兒子。朱牧民在英屬香港出生，1989年六四事件後，父親朱耀明安排他移民到美國。朱牧民畢業於聖地牙哥加利福尼亞大學政治科學系。

## 政治參與

### 香港民主委員會
朱牧民熱衷參與美國政界有關香港的事務。2019年香港爆發反送中運動，9月，朱牧民擔任新成立的組織香港民主委員會（英語：Hong Kong Democracy Council，簡稱 HKDC）的組織總監，遊說美國國會議員支持香港抗爭運動，其間朱牧民曾回到香港出席集會。2019年11月，美國《香港人權與民主法》通過，朱牧民被指是其中一名推手。
2020年7月，《港區國安法》生效，朱牧民支持美國政府為有需要香港人提供庇護。

### 通缉
2020年7月31日，朱牧民因煽動分裂國家、勾結外國或境外勢力危害國家安全，涉嫌違反《港區國安法》，被警方國安處通緝，成為首位被該法通緝的非中國籍香港永久性居民。

## 外部連結
- 朱牧民的X（前Twitter）